# Curtis's Botanical Magazine
Curtis's Botanical Magazine — британський ілюстрований ботанічний журнал, видається з 1787 року.
Кожний випуск журналу містить описи рослин, доповнені детальними ботанічними ілюстраціями. Описи та ілюстрації багатьох видів рослин вперше з'явилися на сторінках цього журналу.

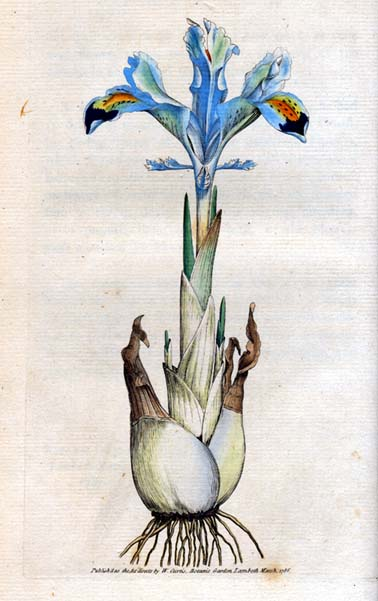
Iris persica (Джеймс Совербі)

## Історія
1 лютого 1787 року Вільям Кертіс видав перший номер журналу. Кертіс був аптекарем та ботаніком, працював у Королівських ботанічних садах в К'ю.
Впродовж більш як двохсотлітньої історії над описами та ілюстраціями журналу працювали такі відомі ботаніки та ботанічні ілюстратори, як Сиденем Едвардс, Джеймс Совербі, Джон Сімс, Вільям Джексон Гукер, Волтер Гуд Фітч, Джозеф Долтон Гукер, Геррієт Енн Тізелтон-Дайер, Матильда Сміт, Енн Генслоу Барнард та багато інших.

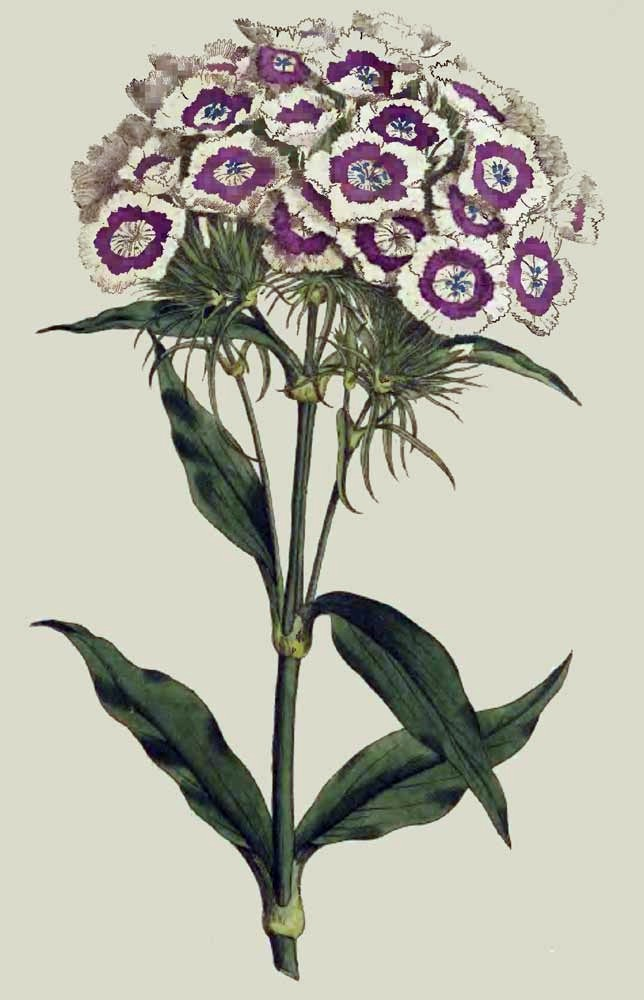
Dianthus barbatus (1793)